# Royal Kerckhaert
Die Royal Kerckhaert Horseshoe Factory ist ein niederländisches Hufschmiedeunternehmen, ein Familienunternehmen mit Sitz in der Ortschaft Vogelwaarde. Neben einem Bürohaus in Vogelwaarde besitzt Kerckhaert auch ein Lager in Hulst, ein Geschäft in Temse und eine Hufschmiede in Strömsholm.

## Geschichte
Die Gründung erfolgte 1906 von Honoré Kerckhaert; dieser gewann 1913 den ersten Preis bei der Nationale Landbouwtentoonstelling in Scheveningen mit einer Kollektion handgearbeiteter Hufeisen.
1916 begann die Produktion mit der erste Hufeisenmaschine, es wurden die ersten maschinell hergestellten Kerckhaert Hufeisen produziert. Der Sohn Piet Kerckhaert übernahm die Firma 1938, um die Arbeit seines Vaters fortzusetzen. Zwar war die Konkurrenz zunächst stark, das änderte sich jedoch um 1950. Da immer mehr Landwirte dazu übergingen, ihr Land mit Maschinen statt mit Pferden zu bearbeiten, sank die Nachfrage nach Hufeisen drastisch. Nur zwei der 14 Hufeisenfabriken in den Niederlanden überlebten, Kerckhaert ist eine davon. Rudy Kerckhaert folgte seinem Vater Piet 1964 als Vorstand des Unternehmens. 1968 überstieg die Nachfrage nach Hufeisen die Produktionskapazität von Kerckhaerts Fabrik, daher mussten neue Investitionen getätigt werden, um die Produktion zu erhöhen. Der Grund hierfür war das wachsende Interesse am Pferdesport.
Die vierte Generation der Familie übernahm das Geschäft 1992. Michiel und Martin Kerckhaert begannen, weitere Produktionsanlagen zu errichten. Sie eröffneten auch ein neues Reit- und Hufschmiedgeschäft in Belgien. 
Das Familienunternehmen wird von Rudy Kerckhaert weitergeführt. Das Sortiment von Kerckhaert umfasst neben Hufeisen die komplette Werkzeugstrecke mit vielen Spitzenmarken. Wegen der anhaltenden Expansion des Geschäfts eröffnete Kerckhaert ein neues Lager mit 5000 m² Lagerfläche und ein Absatzzentrum. Ebenso wurden 2007 neue Hauptbüros errichtet. Das Unternehmen bietet mehr als 1500 Modelle an (Stand: 2011).

## Auszeichnungen
Prädikat Koninklijk: Nach Prüfung des Unternehmens durch die Kommunalverwaltung und die Landesregierung verlieh Königin Beatrix der Niederlande im Juli 2008 den Titel Koninklijk, die königliche Urkunde für Hoflieferanten, verbunden mit dem Recht, die Krone im Unternehmenslogo zu führen.